# Kramatinggil
Kramatinggil is een bestuurslaag in het regentschap Gresik van de provincie Oost-Java, Indonesië. Kramatinggil telt 3168 inwoners (volkstelling 2010).